# Zara Rutherford
Zara Rutherford (nascida em 5 de julho de 2002) é uma aviadora belga-britânica que aos 19 anos, se tornou a piloto feminina mais jovem a voar sozinha ao redor do mundo após uma jornada de cinco meses que começou em Kortrijk, Bélgica, em 18 de agosto de 2021 e terminou em 20 de janeiro de 2022.

## Precedentes
Zara Rutherford nasceu em Bruxelas, Bélgica, filha do piloto profissional britânico Sam Rutherford e da pilota recreativa e advogada belga Beatrice de Smet. Quando jovem, Rutherford acompanhava o pai, às vezes voando parte do caminho. Aos 14 anos, ela começou a treinar para se tornar piloto e obteve sua licença de piloto em 2020. Ela completou seus níveis A em Matemática, Matemática Adicional, Economia e Física na St. Swithun's School, uma escola para meninas em Winchester, Hampshire, Inglaterra.

## Voo solo ao redor do mundo

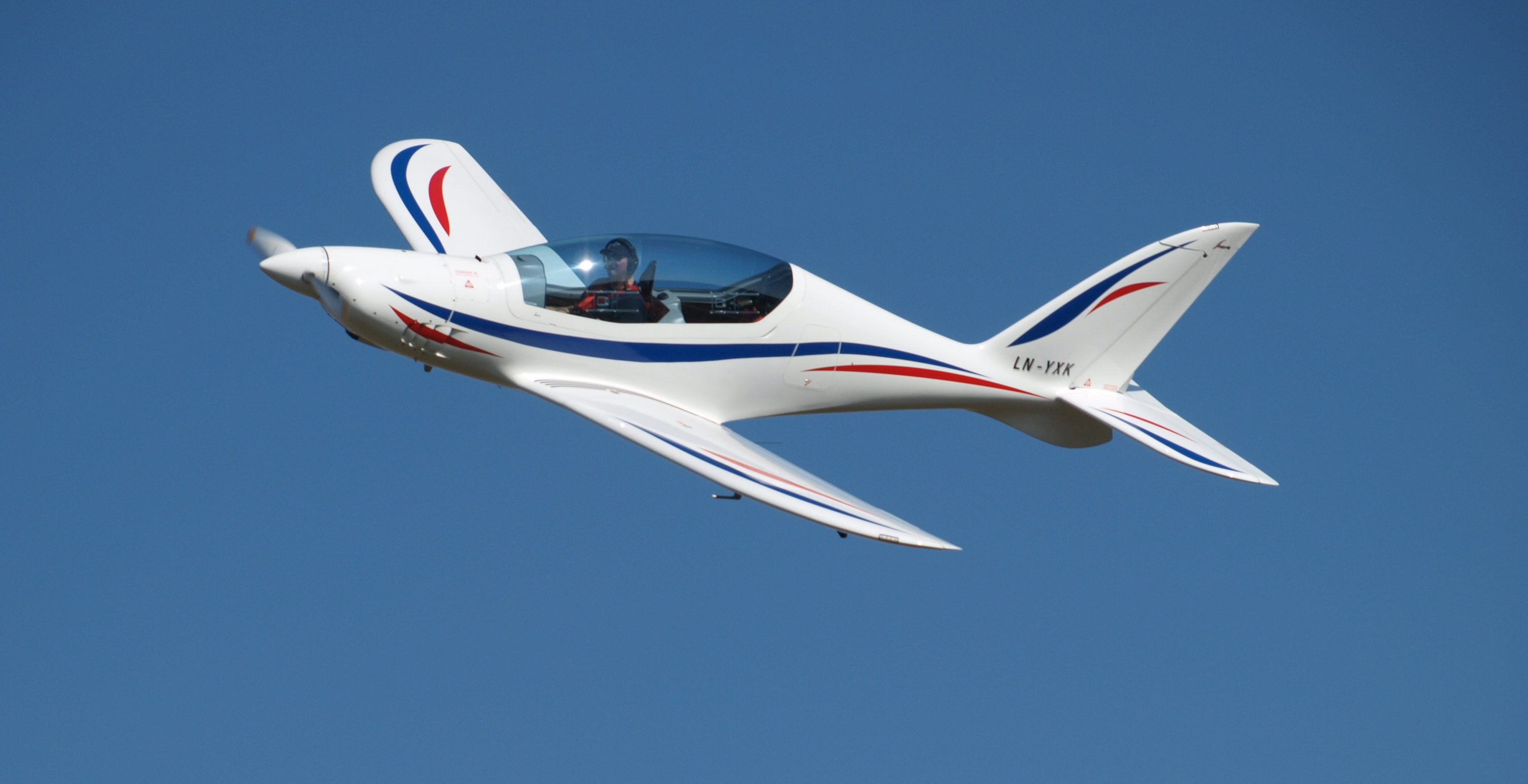
Um Aero Shark UL avião semelhante ao pilotado por Zara Rutherford.

Em 26 de julho de 2021, em uma coletiva de imprensa no Popham Airfield, perto de Winchester, Rutherford anunciou sua tentativa de se tornar a piloto feminina mais jovem a voar sozinha ao redor do mundo, aos 19 anos.
Ela pretendia quebrar o recorde anteriormente estabelecido pela pilota americana Shaesta Waiz, que alcançou o recorde em 2017 aos 30 anos. Além desse recorde, ela também tentou quebrar dois outros recordes: tornar-se a primeira mulher a circunavegar o mundo em um ultraleve e a primeira belga a circunavegar o mundo sozinha em um monomotor. A tentativa de quebrar recordes também teve como objetivo aumentar a conscientização sobre a diferença de gênero em áreas como ciência, tecnologia, engenharia e matemática (STEM) e aviação, e inspirar mais mulheres e meninas a se envolverem nos campos STEM desde o início. Sua tentativa foi apoiada pelo principal patrocinador ICDSoft, um serviço de hospedagem na web, Virgin Group de Richard Branson,  start-up belga SafeSky, e equipe holandesa e empresa de recrutamento TMC Group. Ela também fez parceria com as instituições de caridade Girls Who Code e Dreams Soar, que visam inspirar e ajudar mulheres e meninas a entrar em campos STEM.
Rutherford começou sua tentativa solo do Aeroporto Kortrijk-Wevelgem na Bélgica em 18 de agosto de 2021 a bordo de uma aeronave Shark UL  que foi emprestada a ela pelo fabricante eslovaco Shark. Aero. De Kortrijk, ela voou para Popham Airfield, onde passou uma hora antes de voar para Wick, na Escócia, via Aberdeen. No dia seguinte, ela desembarcou em Reykjavík, na Islândia, após um voo de cinco horas.
Após iniciar sua jornada, Rutherford fez escalas na Groenlândia, Canadá, Costa Leste dos Estados Unidos, Bahamas, Turks e Caicos, Ilhas Virgens Britânicas, Colômbia, Panamá, Costa Rica, México, Costa Oeste dos Estados Unidos e o estado norte-americano do Alasca. Depois de chegar em Nome, no Alasca, em 30 de setembro de 2021, ela foi forçada a esperar uma semana para que seu visto russo fosse renovado. Quando seu passaporte chegou do consulado russo em Houston, Texas, o tempo ficou ruim e ela teve que esperar mais três semanas antes de poder atravessar o Estreito de Bering, tempo gasto em parte realizando manutenção. Em 1º de novembro de 2021, ela finalmente chegou a Anadyr, na Rússia – a metade do caminho de sua jornada. De Anadyr, ela voou para Magadan no dia seguinte e, em 9 de novembro, parou em Ayan - uma cidade com apenas 800 pessoas, nenhuma das quais falava inglês e que não tinha serviço WiFi - onde ficou novamente presa devido a um Tempestade de inverno. Ela finalmente chegou a Khabarovsk em 30 de novembro e Vladivostok em 2 de dezembro.
Depois de voar da Rússia em 11 de dezembro, Rutherford pretendia fazer escalas na China, mas por causa das rígidas restrições COVID-19 do país, ela foi forçada a fazer um desvio sobre o Mar do Japão e voar para a Coreia do Sul. Durante o voo de seis horas, ela teve dificuldade em entrar em contato com os controladores de tráfego aéreo em Seul e procurou a ajuda de um piloto comercial da KLM que encaminhou suas mensagens para o controle de tráfego aéreo e a ajudou a encontrar as frequências corretas. Ela desembarcou em Gimpo no mesmo dia. Em 13 de dezembro, ela partiu para uma escala em Muan antes de voar no dia seguinte para Taipei, Taiwan. Em 16 de dezembro, Rutherford desembarcou em Clark, Pampanga, nas Filipinas. Ela pretendia fazer uma segunda parada em Dumaguete, mas teve que voar no dia seguinte para Kota Kinabalu, Malásia, para evitar a aproximação do tufão Rai.
De Kota Kinabalu, ela fez paradas em Ketapang e Jacarta na Indonésia e Seletar em Cingapura. Durante o voo para Banda Aceh em 27 de dezembro, ela voou muito perto de uma tempestade e viu relâmpagos a cerca de 3 km (1.9 mi) dela. Depois de Banda Aceh, fez escalas em Colombo, Sri Lanka, e Coimbatore, Índia. Depois de parar para o Ano Novo em Mumbai, Rutherford começou 2022 com paradas em Al Ain nos Emirados Árabes Unidos  e em Riad e Tabuk na Arábia Saudita onde foi recebida pelo príncipe saudita e ex-piloto e astronauta Sultan bin Salman Al Saud. Depois de uma escala em Alexandria, no Egito, em 8 de janeiro de 2022, ela chegou a Heraklion, na ilha grega de Creta, para mais uma parada.
Rutherford fez escalas em Sofia, Bulgária, em 14 de janeiro de 2022; em Senica, Eslováquia; e em Benešov, República Checa, em 16 de janeiro. Ela desembarcou no Aeroporto de Frankfurt Egelsbach, Alemanha, em 19 de janeiro. Ela chegou mais uma vez em Kortrijk, Bélgica, em 20 de janeiro de 2022 para completar sua circunavegação.